# Nie płaczmy nad sobą
Nie płaczmy nad sobą – trzynasty longplay polskiego piosenkarza Jerzego Połomskiego, wydany w 1984 roku nakładem wydawnictwa muzycznego Pronit. Album zawiera 11 utworów wykonywanych przez wokalistę.
Aranżacją albumu zajął się Wiesław Pieregorólka, przy współpracy ze swoim Big Bandem.

## Lista utworów
Opracowano na podstawie materiału źródłowego.
Strona A
1. „A Ty się samotności ucz” (muz. Seweryn Krajewski, sł. Wojciech Młynarski)
2. „Wspomnienia na chwilę” (muz. Włodzimierz Korcz, sł. W. Majerówna)
3. „Nie płaczmy nad sobą” (muz. Wojciech Trzciński, sł. Jan Zalewski)
4. „Ty jedna wiesz” (muz. Adam Skorupka, sł. Agnieszka Osiecka)
5. „Zatrzymaj się” (muz. Dino Fekaris, F. Perren, sł. Jacek Korczakowski)
6. „Otul mnie swetrem” (muz. Seweryn Krajewski, sł. Jacek Cygan)

Strona B
1. „Chłopaki z naszej ulicy” (muz. Włodzimierz Korcz, sł. Adam Kreczmar)
2. „Idź swoją drogą” (muz. R. Orłocki, sł. Wojciech Młynarski)
3. „Miłości mojej mówię do widzenia” (muz. Seweryn Krajewski, sł. Ernest Bryll)
4. „Co ma być odnajdzie się” (muz. Seweryn Krajewski, sł. Jacek Cygan)
5. „Biedny walc” (muz. Seweryn Krajewski, sł. Jacek Cygan)